# Batalla de Gettysburg
La batalla de Gettysburg (1-3 de juliol de 1863) va ser la batalla que va causar més baixes de tota la Guerra Civil americana i sovint s'ha descrit com el punt d'inflexió de la guerra. L'Exèrcit del Potomac, del general George Gordon Meade, de la Unió, va aturar l'atac de l'Exèrcit de Virgínia del Nord, dirigit per Robert Lee, acabant-ne la invasió del Nord.
Després de l'èxit de la batalla de Chancellorsville el maig de 1863, Lee va portar el seu exèrcit per la vall de Shenandoah per envair el Nord per segona vegada, amb l'esperança d'arribar fins a Harrisburg, Pennsilvània, o fins i tot Filadèlfia i influir en els polítics del Nord perquè abandonessin la guerra. Lincoln va fer que el general Joseph Hooker el perseguís amb el seu exèrcit, però va ser rellevat només tres dies abans de la batalla pel general Meade.
Els xocs entre els exèrcits van començar a Gettysburg l'1 de juliol de 1863, a mesura que Lee hi concentrava les seves forces. Una divisió de cavalleria de la Unió defensava al principi uns petits promontoris del nord-oest de la ciutat, i aviat van ser reforçats amb dos cossos d'infanteria de la Unió. Això no obstant, dos cossos nombrosos dels confederats els van assaltar des del nord-oest i del nord, trencant les línies de la Unió, i fent retirar els defensors pels carrers de la ciutat cap als pujols que hi havia al sud.
El segon dia de batalla, la major part dels dos exèrcits ja s'havia reunit. La línia de la Unió es va disposar en formació defensiva en forma d'ham. Lee va llançar un assalt contra el flanc esquerre de la Unió i va haver-hi lluites ferotges en diferents punts. A la dreta de la Unió, les primeres escaramusses van convertir-se en assalts complets en dos pujols. Per tot el camp de batalla, malgrat les pèrdues significatives, els defensors de la Unió van aguantar les línies.
El tercer dia de batalla, van continuar les lluites als pujols de la dreta, i va haver-hi batalles de cavalleria cap a l'est i al sud, però el punt culminant va ser un assalt d'infanteria de 12.500 confederats contra el centre de la línia de la Unió a Cemetery Ridge, que ha passat a la història com la Càrrega de Pickett. La càrrega va ser rebutjada pels fusellers i foc d'artilleria, provocant grans pèrdues a l'exèrcit confederat. Lee va dirigir el seu exèrcit en una difícil retirada cap a Virgínia. Entre 46.000 i 51.000 americans van ser baixes en la batalla. El novembre d'aquell any, el president Lincoln va aprofitar la cerimònia d'inauguració del Cementiri Nacional de Gettysburg per honrar els caiguts i redefinir l'objectiu de la guerra al seu històric discurs de Gettysburg.

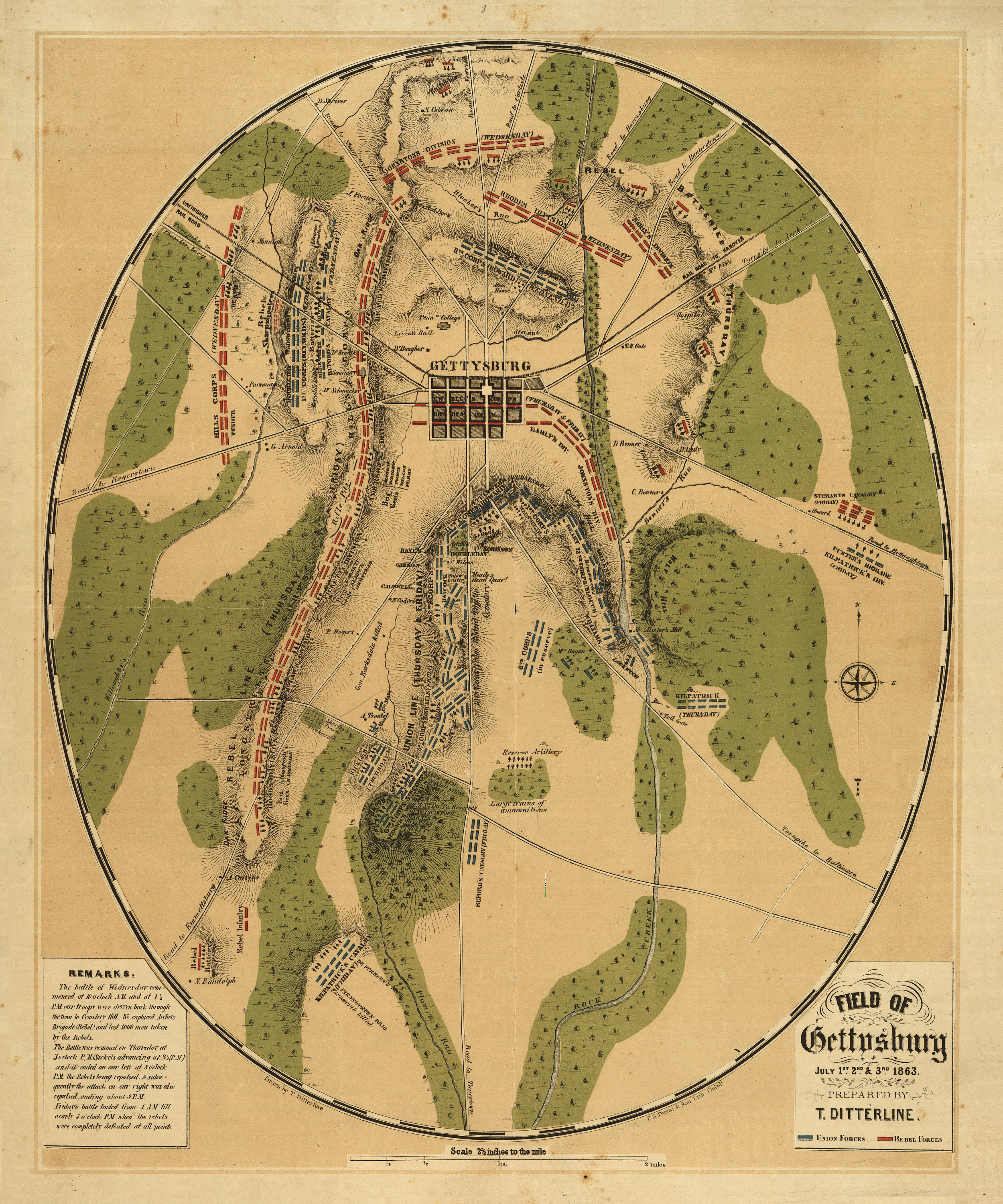
Aquest mapa en forma oval mostra com era el camp de batalla de Gettysburg durant l'1 i el 3 de juliol de 1863. S'hi veuen les posicions de les tropes, de l'artilleria i els moviments, el relleu del terreny, drenatge, camins, ferrocarrils i cases amb el nom dels residents a l'època de la Batalla de Gettysburg

.

## Rerefons i moviment cap a la batalla

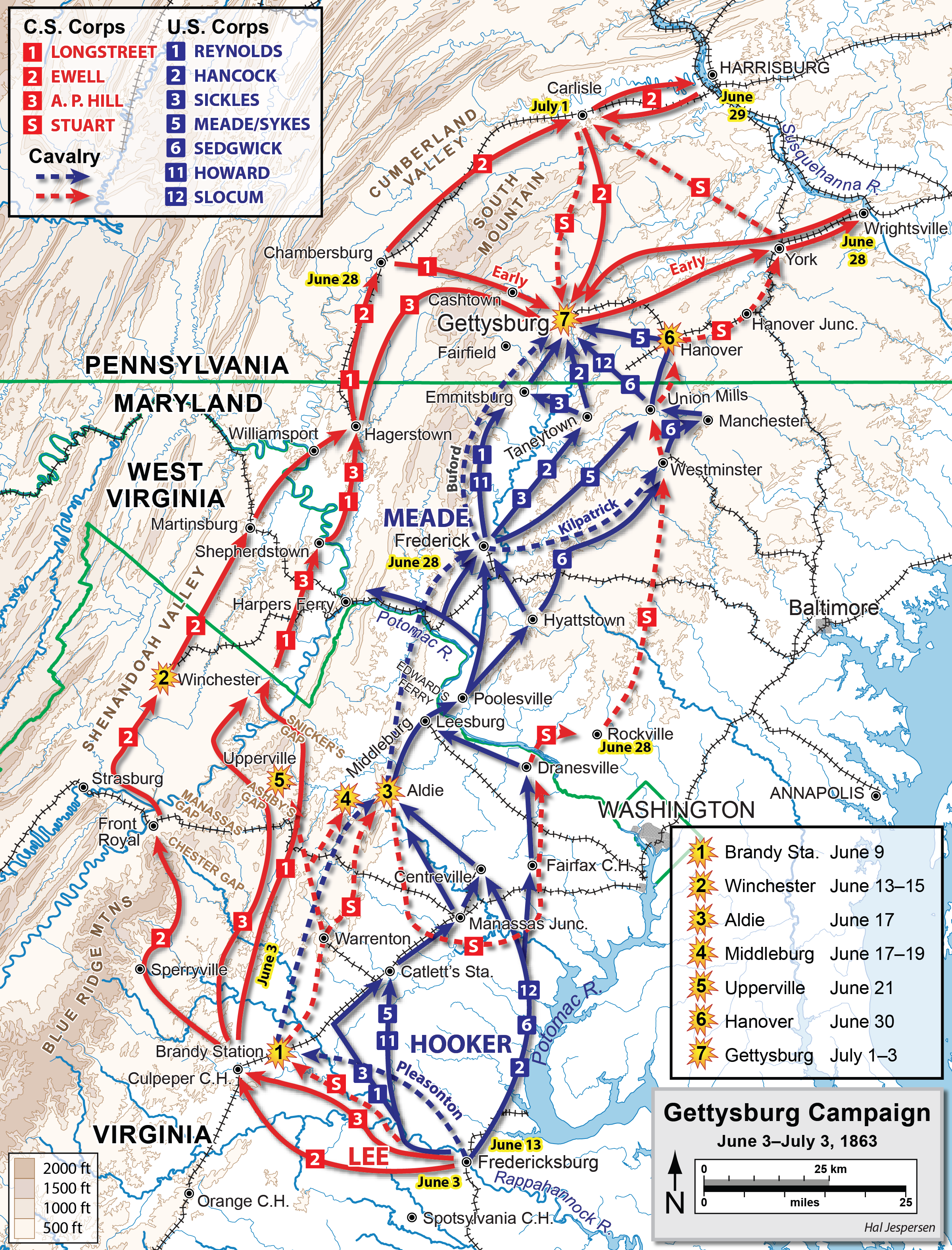
Campanya de Gettysburg (3 de juliol) En vermell, la Confederació. En blau, la Unió. Les línies discontínues indiquen el moviment de la cavalleria

Poc després que l'Exèrcit de Virgínia del Nord obtingués un gran victòria sobre l'Exèrcit del Potomac a la batalla de Chancellorsville (30 d'abril - 6 de maig de 1863), Robert E. Lee decidí endegar una segona invasió del Nord (la primera, que no tingué èxit, fou la campanya de Maryland del setembre de 1862, que finalitzà amb la sagnant Batalla d'Antietam. D'aquesta manera, amb un moviment trastocaria els plans de l'exèrcit federal
per la campanya d'estiu i possiblement reduiria la pressió sobre l'assetjada guarnició confederada de Vicksburg. Això permetria els confederats viure de la generositat de les riques granges del Nord, mentre donaven a la devastada Virgínia un necessari descans. A més, els 72.000 homes de l'exèrcit de Lee podrien amenaçar Filadèlfia, Baltimore i Washington DC i possiblement enfortir el creixent moviment per la pau al Nord.
Així, el 3 de juny, l'exèrcit de Lee començà a moure cap al nord des de Fredericksburg. A fi i efecte d'aconseguir més eficiència en el seu comandament, Lee havia reorganitzat els seus dos amplis cossos en tres nous cossos. El tinent general James Longstreet conservà el comandament del seu Primer Cos. L'antic Cos del difunt Thomas J. "Stonewall" Jackson fou dividit en dos, i el Segon cos fou pel tinent general Richard S. Ewell i el nou Tercer Cos pel tinent general A.P.Hill. La divisió de cavalleria era comandada pel major general J.E.B. Stuart.
L'exèrcit de la Unió, sota el comandament del major general Joseph Hooker, consistia en set cossos d'infanteria, un cos de cavalleria i una reserva d'artilleria, i formaven una força combinada de 94.000 homes. Tanmateix, el president Lincoln reemplaçà Hooker pel major general George Gordon Meade a Pennsilvània, per causa de la derrota de Hooker a Chancelorsville i la seva tímida resposta a la segona invasió de Lee al nord del riu Potomac
La primera major acció de la campanya va tenir lloc el 9 de juny, entre les forces contendents de cavalleria a la batalla de Brandy Stations, prop de Culpeper, Virgínia. Els 9.500 genets confederats sota el comandament de Stuart foren sorpresos per les forces combinades del major general Alfred Pleasonton: 8.000 homes de cavalleria i 3.000 d'infanteria, però Stuart finalment repel·lí l'atac de la Unió. La batalla inconclusa, l'encontre més llarg de cavalleria en tota la guerra, provà que, per primer cop, el soldat de cavalleria de la Unió era igual de bo que el seu oponent del Sud

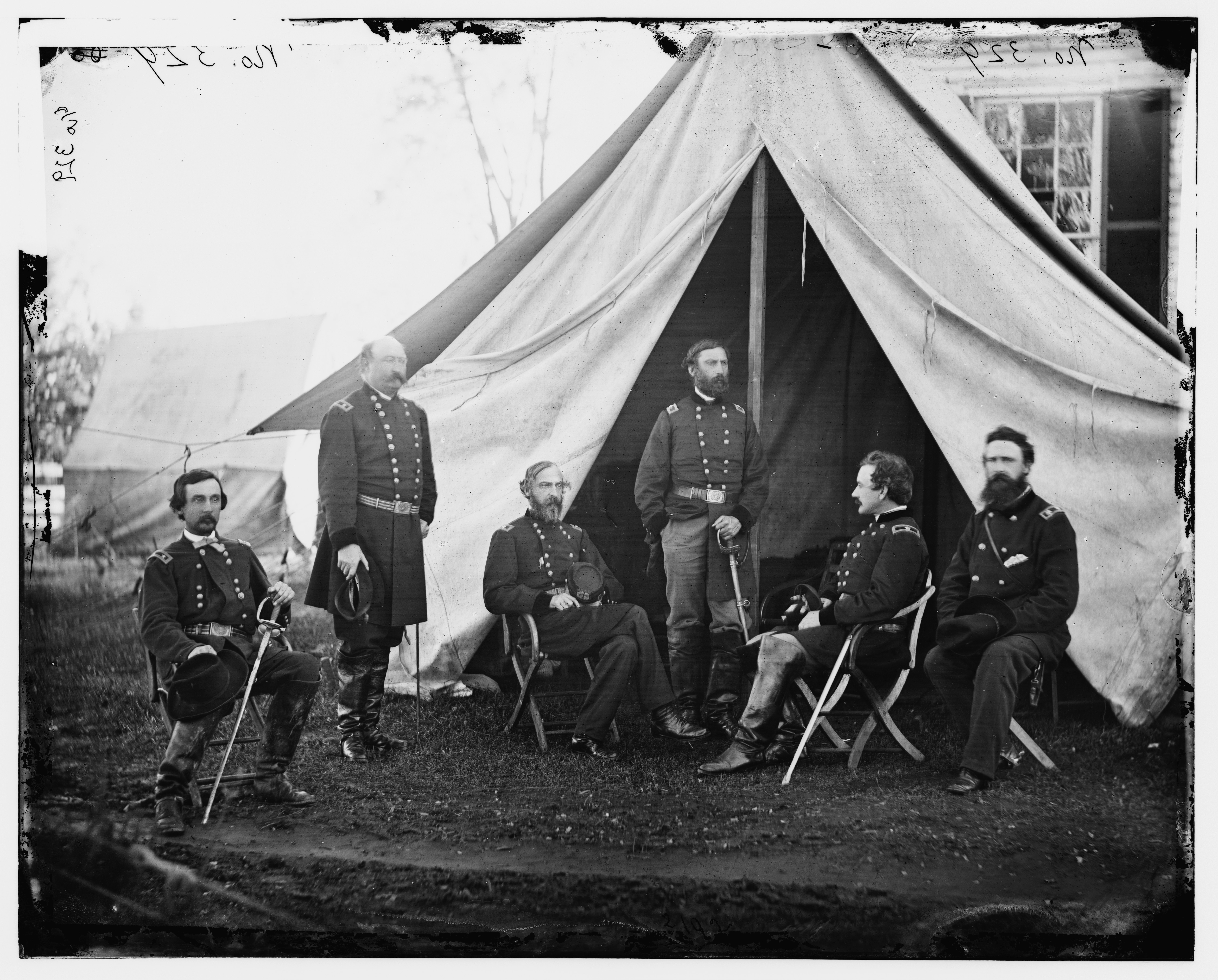
Comandaments de l'Exèrcit del Potomac en setembre de 1863: Gouverneur K. Warren, William H. French, George Gordon Meade, Henry J. Hunt, Andrew A. Humphreys i George Sykes.

Cap a mitjans de juny, l'Exèrcit del Nord de Virgínia estava a punt per travessar el riu Potomac i entrar a Maryland. Després de la derrota de les guarnicions federals a la Segona Batalla de Winchester i a Martinsburg, el Segon Cos d'Ewell començà a travessar el riu el 15 de juny. Els cossos de Longstreet i Hill els seguiren el 24 i 25 de juny. L'exèrcit de Hooker, perseguit, es mantingué entre la capital federal (Washington DC i l'exèrcit de Lee. Els federals creuaren el Potomac des del 25 de juny fins al 27 de juny
Lee donà estrictes ordres al seu exèrcit per minimitzar qualsevol impacte negatiu sobre la població civil Els queviures, els cavalls i altres abastaments, generalment no eren confiscats, sinó que els caps d'intendència reemborsaven els grangers del Nord i comerciants usant diner confederat, tot i que no era ben rebut. Diverses viles, entre les quals destaca York, foren requerides a pagar indemnitzacions en comptes d'abastaments, sota amenaça de destrucció. La més controvertida acció dels Confederats durant la seva invasió fou la confiscació d'uns 40 afroamericans, alguns dels quals eren antics esclaus que havien escapat als estats del Nord, però molts eren homes lliures. Foren enviats al sud com a esclaus.
El 26 de juny, elements de la divisió del major general Jubal Early ocuparen la vila de Gettysburg, després de donar caça a la novament alçada milícia de Pennsilvània, en una sèrie d'escaramusses menors. Early establí un tribut per a la ciutat, però els resultats no foren significatius. Els soldats varen cremar diversos vagons de tren i un pont cobert, i varen destruir camins propers i les línies de telègraf. El matí següent, Early sortí cap a l'adjacent York County.
Mentrestant, en un controvertit moviment, Lee permeté J.E.B. Stuart de prendre una porció del seu exèrcit de cavalleria i cavalcar al voltant de l'est del flanc de l'exèrcit de la Unió. Les ordres de Lee donaven a Stuart molta llibertat, i ambdós generals compartiren la culpa per la llarga absència de la cavalleria de Stuart, així com l'errada en assignar un paper més actiu a la cavalleria que s'havia quedat amb l'exèrcit.
Stuart i les seves tres millors brigades foren absents de l'exèrcit durant la fase crucial de l'apropament a Gettysburg i els dos primers dies de la batalla. Pels volts del 29 de juny, l'exèrcit de Lee s'estenia en un arc des de Chambersburg, 45 quilòmetres al nord-oest de Gettysburg, fins a Carlisle al Riu Susquehanna
En una disputa sobre l'ús de les forces que defensaven la guarnició Harpers Ferry, Hooker oferí la seva dimissió, i Abraham Lincoln i el General en Cap Henry W. Halleck que cercaven una excusa per desfer-se d'ell, l'acceptaren immediatament. El reemplaçaren, de bon matí, el 28 de juny pel major general George Gordon Meade, que en aquells moments comandava el V Cos.
El 29 de juny, quan Lee s'assabentà que l'Exèrcit del Potomac havia creuat el riu epònim, ordenà una concentració de les seves forces al voltant de Cashtown, localitzada a la base est de South Mountain i 13 quilòmetres a l'oest de Gettysburg. El 30 de juny, mentre part del cos era a Cashtown, una de les brigades de Hill, els de Carolina del Nord, comandats pel brigadier general J. Johnston Pettigrew, s'aventuraren cap a Gettysburg. Les memòries del major general Henry Heth, comandant de la divisió Pettigrew, esmentaren que seguí Pettigrew per tal d'anar a cercar provisions a la vila.
Quan les tropes de Pettigrew s'acostaren a Gettysburg, el 30 de juny, comunicaren que la cavalleria de la Unió, sota el comandament del general John Buford ja arribava pel sud de la vila, i Pettigrew retornà a Cashtown sense entaular batalla amb ell. Quan Pettigrew digué a Hill i Heth que no l'havia vist, cap general no va creure que hi havia una considerable força federal a la vila o prop d'ella, sospitant que es tractava sols de la milícia de Pennsilvània. Amb tot i això, Lee ordenà evitar una batalla generalitzada fins que tot el seu exèrcit no s'hagués concentrat. Hill decidí muntar una significativa força de reconeixement el matí següent, per tal de determinar l'abast i l'amenaça de la força enemiga en el seu front. Pels volts de les cinc de la matinada del dimecres, 1 de juliol, dues brigades de Heth avançaren cap a Gettysburg.

## Primer dia de batalla

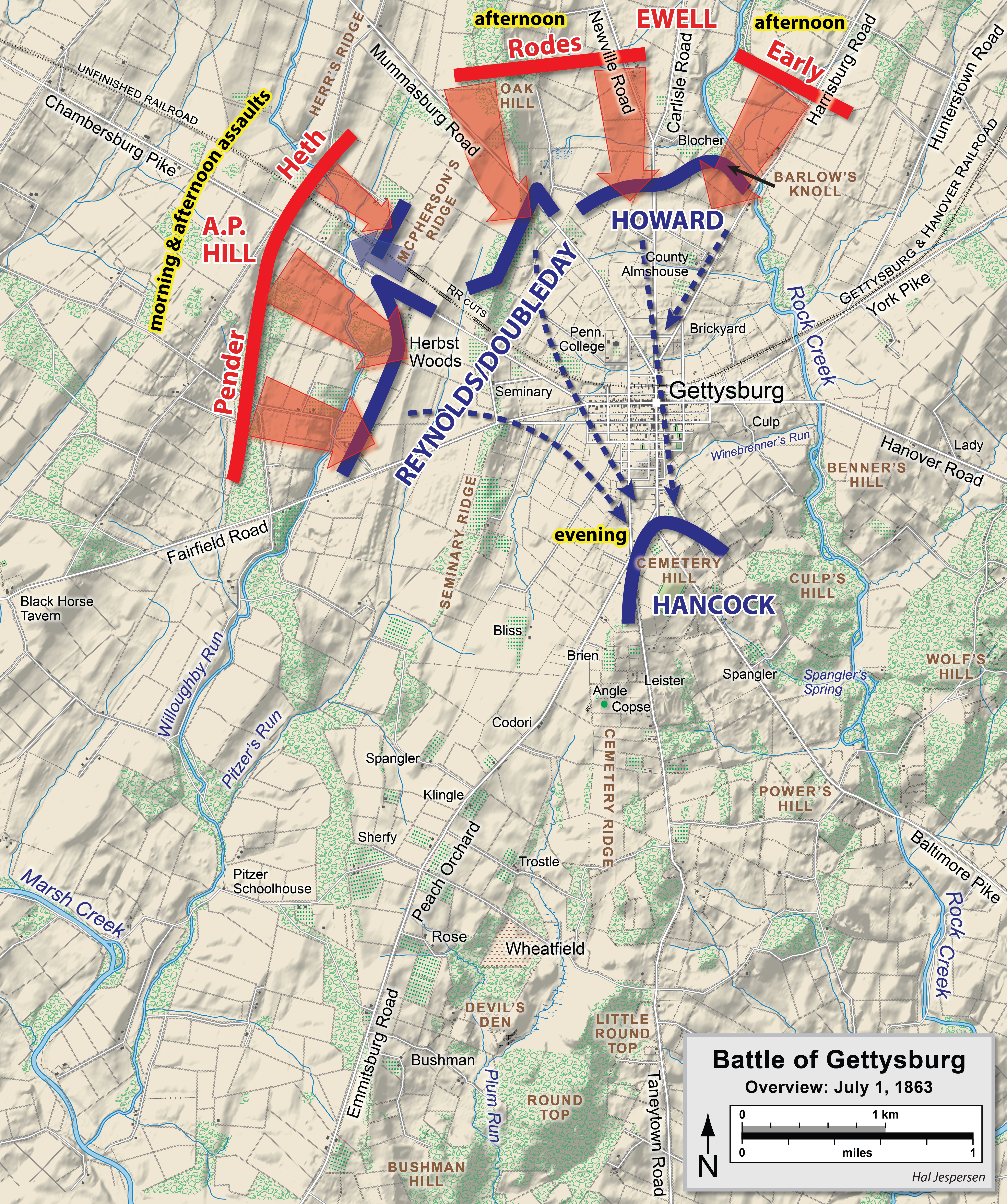
Mapa de la batalla, 1 de juliol de 1863

Buford establí les seves sobre tres turons (en anglès ridge) a l'oest de Gettysburg: Herr Ridge, McPherson Ridge i Seminary Ridge. Aquests eren terreny apropiat per a una acció dilatòria per part de la seva petita divisió de cavalleria, contra les superiors forces d'infanteria de la Confederació, la qual cosa significava guanyar temps, tot esperant l'arribada de la infanteria de la Unió, que podria ocupar les fortes posicions defensives al sud de la ciutat a Cemetery Hill, Cemetery Ridge i Culp's Hill. Buford entenia que si els confederats podien guanyar el control d'aquells turons, l'exèrcit de Meade tindria dificultats per desallotjar-los.
La divisió de Heth avançà amb dues brigades al capdavant, comandades pels brigadiers generals James J. Archer i Jospeph R. Davis. Venien des de l'est en columnes al llarg de Chambersburg Pike. Cinc quilòmetres a l'est de la vila, pels volts de les 7.30 h del matí de l'1 de juliol, les dues brigades de Heth trobaren lleugera resistència per part de patrulles de la cavalleria de la Unió i desplegaren en formació.
Finalment, els homes de Heth trobaren les tropes desmuntades de la brigada de cavalleria del coronel William Gamble, que oposaren una certa resistència i plantejaren tàctiques dilatòries des de darrere dels parapets defensius amb foc de les seves carrabines de retrocàrrega.
Pels volts de les 10:20 del matí, els confederats havien empès els genets de la Unió a l'est de McPherson Ridge, quan l'avantguarda del I Cos, sota les ordres del major general John F. Reynolds finalment va arribar.
Al nord de la pica, David obtingué un triomf temporal contra la brigada de Lysander Cutler, que fou repel·lida amb severes pèrdues en una acció al voltant d'un tram de ferrocarril inacabat al turó. Al sud de la pica, la brigada d'Archer assaltà a través dels boscos de Herbst (també conegut com a McPherson). L'Iron Brigade (Brigada de Ferro), comandada pel brigadier general Solomon Meredith, va obtenir èxit des del principi contra Archer, capturant uns quants centenars d'homes, inclòs el mateix Archer.
Early estava lluitant, mentre el general Reynolds anava dirigint la tropa i l'artilleria just a l'est dels boscos, i va caure del seu cavall; fou mort per una bala, que el va colpejar per darrere de l'orella dreta. El major general Abner Doubleday va assumir el comandament. La lluita a l'àrea de la Pica de Chambersburg, va durar fins als volts de les 12:30. Es va reprendre, quan arribà la divisió sencera de Heth, afegint-hi les brigades de Pettigrew i el coronel John M. Brockenbrough.
Així que la Brigada de Carolina del Nord de Pettigrew estigué en formació, començaren una maniobra de flanc contra el 19è d'Indiana i feren retrocedir l'Iron Brigade. El 26è de Carolina de Nord (el regiment més ampli de l'exèrcit, amb 839 homes), patí dures pèrdues, acabant el primer dia de lluita amb uns 212 homes. Al final dels tres dies de batalla, tenia només 152 homes en condicions de lluita. Fou el percentatge més alt de baixes en una batalla per a un sol regiment, tant del Nord com del Sud. Lentament, l'Iron Brigade era empesa fora dels boscos cap a Seminary Ridge. Hill afegí la divisió del major general William Dorsey Pender a l'assalt, i el I Cos va haver de retrocedir a través dels camps del Seminari Teològic Luterà de Gettysburg i els carrers de la mateixa vila de Gettysburg.
Com que la lluita a l'est continuava, dues divisions del Segon Cos d'Ewell, marxaren a l'oest cap a Cashtown, d'acord amb l'ordre que Lee havia donat a l'exèrcit de concentrar-se en aquell veïnatge, encarat cap al sud, als camins de Carlisle i Harrisburg, en direcció a Gettysburg, mentre l'XI Cos de la Unió, comandat pel major general Oliver O. Howard corria al nord sobre la Pica Baltimore i el camí de Taneytown. A primera hora de la tarda, la formació federal s'estenia en un semicercle a l'oest, nord, i nord-oest de Gettysburg.
Tanmateix, els federals no tenien prou tropes; Cutler, que estava desplegat al nord de la Pica de Chambersburg, tenia el seu flanc dret en l'aire. La divisió de més a l'esquerra de l'XI Cos era incapaç de desplegar-se a temps per enfortir la línia, per la qual cosa Doubleday es veié forçat a posar brigades en reserva per salvar la seva posició.
Al voltant de les 2.00 h de la tarda, les divisions del Segon Cos del major general Robert E. Rodes i Jubal Earl assaltaren les posicions del I i XI de l'exèrcit de la Unió, al nord i al nord-oest de la vila. Les brigades del coronel Edward A. O'Neal i el brigadier general Alfred Iverson Jr. varen sofrir severes pèrdues assaltant la divisió del I Cos que comandava el brigadier general John C. Robinson, al sud d'Oak Hill. La divisió d'Early s'aprofità d'una ficada de pota del brigadier general Francis C. Barlow, quan avançà la seva divisió de l'XI Cos cap a Blocher's Knoll (directament al nord de la vila, ara conegut com a Barlow's Knoll); això representava que el seu exèrcit quedaria rodejat, essent susceptible de rebre atacs per múltiples bandes, i les tropes d'Early rodejaven aquesta divisió, que constituïa el flanc dret de la posició de l'exèrcit de la Unió. Barlow fou ferit i capturat en l'atac
Tan bon punt les posicions federals s'ensorraren, al nord i a l'est de la vila, el general Howard ordenà una retirada a una zona més elevada al sud de la vila, en concret al Cemetery Hill, on havia deixat la divisió del brigadier general Adolph von Steinwehr com a reserva. El major general Winfield S. Hancock assumí el comandament del camp de batalla, enviat per Meade quan s'assabentà que Reynolds havia mort. A Hancock, comandament del II Cos i als seus subordinats de més confiança, se'ls ordenà que prenguessin el comandament del camp de batalla i determinessin si Gettysburg era un lloc adequat per a una batalla major Hancock digué a Howard, que era tècnicament superior en rang, "Crec que aquesta és la posició més forta per naturalesa que mai no he vist a l'hora de lluitar en una batalla". Quan Howard hi estigué d'acord, Hancock conclogué la discussió: "Molt bé, senyor, trio això com a camp de batalla". La determinació de Hancock va tenir un efecte d'aixecar la moral entre els soldats de la Unió que s'estaven retirant, però no tingué un paper tàctic directe en el primer dia.
El general Lee sabia del potencial defensiu de la Unió si mantenia aquella posició elevada. Va enviar ordres a Ewell dient-li que Cemetery Hill s'havia de prendre "si era possible". Ewell, que havia servit prèviament a les ordres de Jackson, un general ben conegut per dictar ordres peremptòries, determinà que tal mena d'assalt no era possible i, per tant, no ho va intentar; aquesta decisió és vista pels historiadors com una gran oportunitat perduda.

## Segon dia de batalla

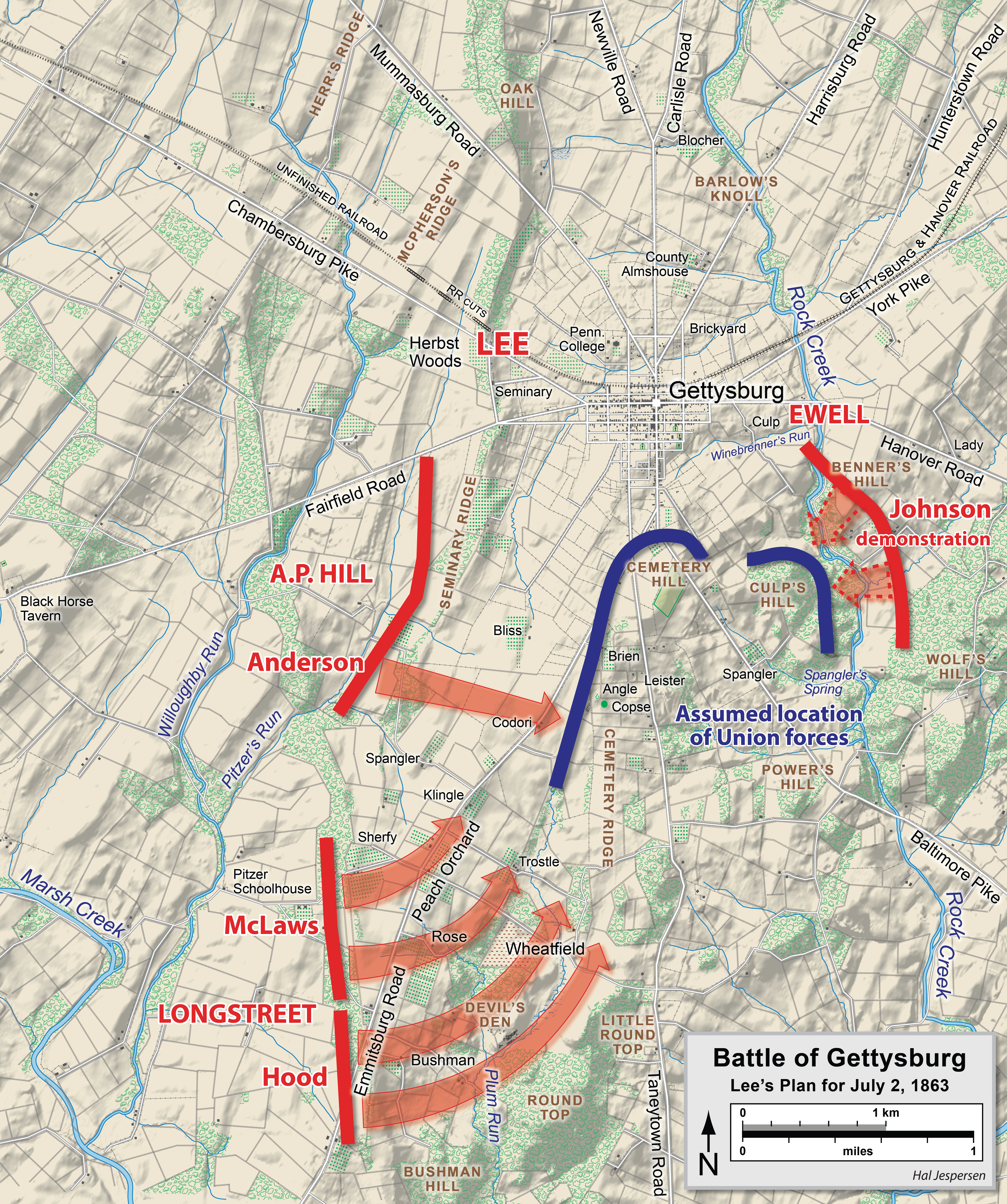
Pla de Robert E. Lee per al 2 de juliol de 1863

### Plans i moviment per a la batalla
Durant tota la tarda de l'1 de juliol i el matí del 2 de juliol, molta de la infanteria que quedava als dos bàndols arribà al camp, inclosos el II Cos de la Unió, III Cos, V Cos, VI Cos i XII Cos. Per part dels confederats, la Tercera Divisió de Longstreet, comandada pel major general George Pickett, havia començat ben d'hora la marxa des de Chambersburg; no va arribar al camp fins al 2 de juliol, però quan ja era ben tard
La línia de la Unió transcorria des de Culp's Hill, al sud-est de la vila, continuava al nord-oest per Cemetery Hill, al sud mateix de la vila, i resseguia Cemetery Ridge cap al sud, durant 3 quilòmetres, acabant just al nord de Little Round Top. Bona part del XII Cos era a Culp's Hill; els romanents del I i XI Cos defensaven Cemetery Hill; el II Cos cobria bona part de la part nord de Cemetery Ridge; i al III Cos li fou ordenat que mantingués la posició del seu flanc. La forma de la línia de la Unió és descrita popularment com formació en ham (vegeu mapa adjunt). La línia confederada transcorria paral·lela a la de la Unió durant 1.600 metres al l'oest de Seminary Ridge. Continuava a l'est a través de la vila, aleshores es corbava al sud-oest cap al punt oposat de Culp's Hill. Així, l'exèrcit federal tenia línies interiors, mentre que la línia dels confederats tenia uns 8 quilòmetres de llarg
El pla de batalla de Lee pel 2 de juliol exigia que el Primer Cos de Longstreet es posicionés sigil·losament per atacar el flanc esquerre de la Unió, s'enfrontés al nord-est (amb la cavalleria) al camí d'Emmitsburg, i embolcallés les posicions federals. La seqüència d'atac s'havia de començar amb les divisions dels majors generals John Bell Hood i Lafayette McLaws, seguides per la divisió del major general Richard H. Anderson del Tercer Cos de Hill. La progressiva seqüència de l'atac fou el que es coneix com a formació en esglaó, i havia d'evitar que Meade desplacés tropes des del centre per reforçar la seva dreta. Al mateix temps, les divisions del major general Edward Johnson i del Segon Cos de Jubal Early havien de fer una demostració de força (en anglès i al mapa, demonstration) davant l'enemic, atacant Culp's Hill i Cemetery Hill.
De tota manera, el pla de Lee es basava en informacions errònies, exacerbat tot plegat per les contínues absències de Stuart del camp de batalla. En lloc de moure's més enllà de l'esquerra dels federals i atacar el seu flanc, la divisió esquerra de Longstreet, sota comandament de McLaws, feu front directament en el seu camí al III Cos del major general Daniel Sickles. Aquest estava insatisfet amb la posició que li havien assignat a l'extrem sud. Veient terreny elevat més favorable a les posicions d'artilleria, uns 800 metres a l'oest, avançà el seu cos -sense haver rebut ordres en aquest sentit- cap a un lloc lleugerament més elevat al llarg del camí d'Emmitsburg. La nova línia anava des de Devil's Den, al nord-oest de la granja Sherfy i Peach Orchard, seguia pel nord-est al llarg del camí d'Emmitsburg al sud de la granja Codori. Això creava un situació insostenible a Peach Orchard; les divisions del brigadier general Andrew A. Humphreys (en posició al llarg del camí d'Emmitsburg) i del major general David B. Birney (al sud) foren objecte d'atacs per les dues bandes, i foren dispersades sobre un llarg front que els seus petits Cossos podrien defensar efectivament.
L'atac de Longstreet es va fer tan aviat com fou possible; no obstant això, Longstreet tenia permís de Lee per esperar l'arribada d'una de les seves brigades, i mentre marxaven cap a la posició assignada, els seus homes van quedar a la vista d'una estació de senyals de la Unió a Little Round Top. La contramarxa per evitar la detecció va trigar molt de temps, i les divisions de Hood i McLaws no llançaren els seus atacs fins tot just passades les quatre i les cinc de la tarda, respectivament.

### Atacs al flanc esquerre de la Unió

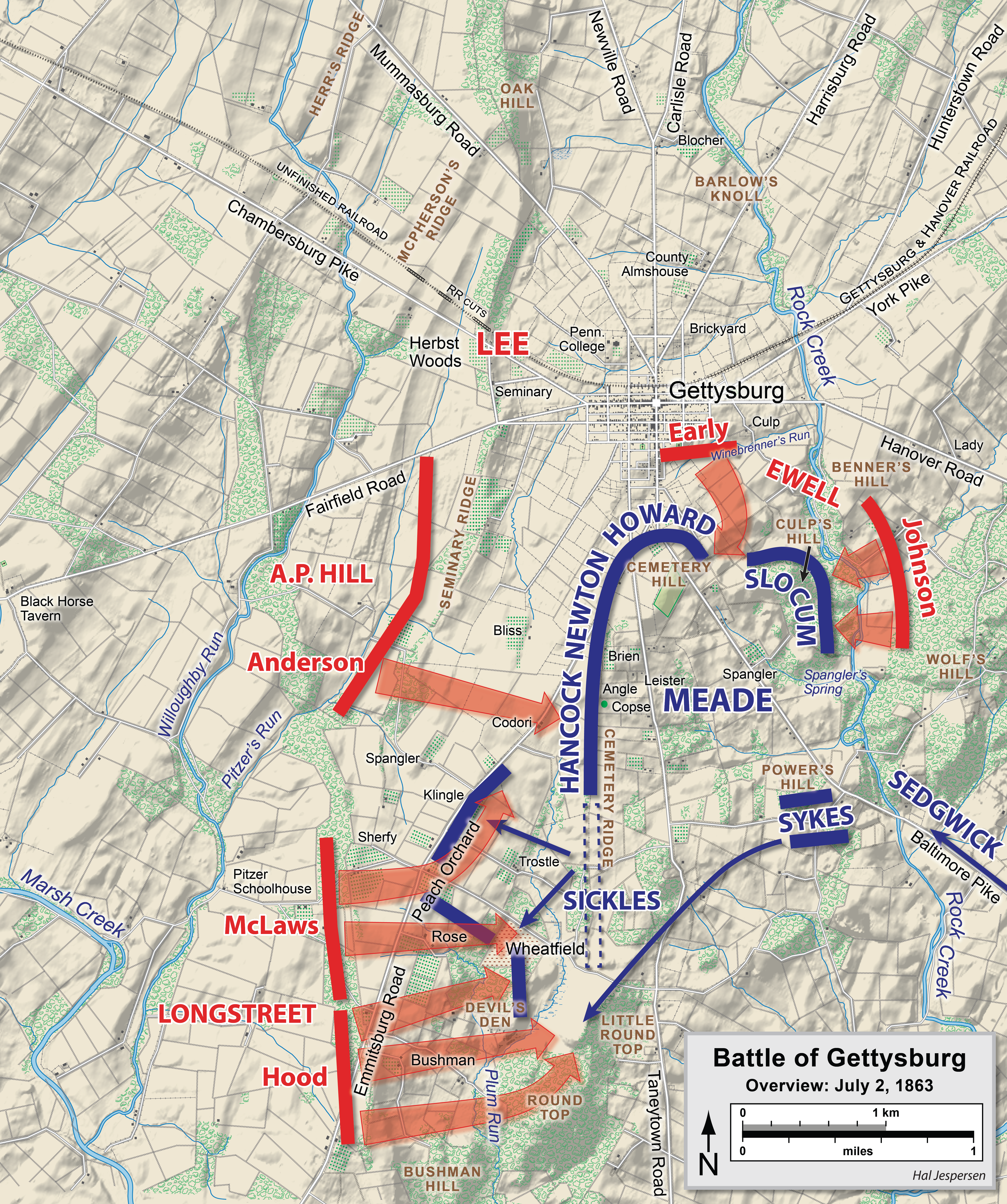
Mapa de la batalla 2 de juliol de 1863

Així que les divisions de Longstreet es van llançar a dins del III Cos de la Unió, Meade fou forçat a enviar 20.000 homes de reforç: el V Cos sencer, la divisió del brigadier general John C. Caldwell del II Cos, bona part del XII Cos, i petites porcions del nouvingut VI Cos. L'assalt confederat es desvià dels plans de Lee des del moment que una divisió de Hood es mogué més a l'est del que es pensava. L'atac de McLaw finalment aconseguí assolir Plum Run Valley (coneguda com "la vall de la mort"), abans d'haver-se de retirar per la intervenció de la divisió de Reservistes de Pennsilvània del V Cos, que davallà des de Little Round Top. El III Cos estava virtualment destruït en tant que unitat de combat en aquesta batalla i a Sickles li van haver d'amputar una cama després que una bala de canó la hi destrossés. La divisió de Caldwell fou destruïda de forma fragmentada a Wheatfield (en català, camp de blat). L'assalt de la divisió d'Anderson, que venia de l'esquerra de MacLaw i començava pels volts de les sis de la tarda, assolí el cim del Cemetery Ridge (en català, Turó del Cementiri), però no podia mantenir la posició fent front als contraatacs des del II Cos, incloent-hi un contraatac gairebé suïcida que va dur a terme el Ier Regiment de Voluntaris d'Infanteria de Minnesota contra una brigada confederada, un contraatac ordenat de manera desesperada per Hancock.
Com que la lluita feia estralls a Wheatfield i a Devils Den (en català, Cau del Diable), el Coronel Strong Vicent del V Cos tenia una situació precària a Little Round Top, un important turó a l'extrem esquerre de la línia de la Unió. La seva brigada de quatre regiments relativament petits fou capaç de resistir repetits assalts per part de la brigada de Evander Law (Divisió de Hood). El cap d'enginyers de Meade, brigadier general Gouverneur K. Warren, s'havia adonat de la importància de la seva posició, i envià la brigada de Vincent, un bateria d'artilleria, i el 140è de Nova York per ocupar Little Round Top uns minuts abans que les tropes de Hood hi arribessin. La defensa de Little Round Top amb una càrrega de baioneta per part del 20è Regiment de Voluntaris d'Infanteria de Maine, fou un dels més fabulosos episodis de la Guerra Civil i donà un fort impuls, després de la guerra, al coronel Joshua L. Chamberlain

### Atacs al flanc dret de la Unió

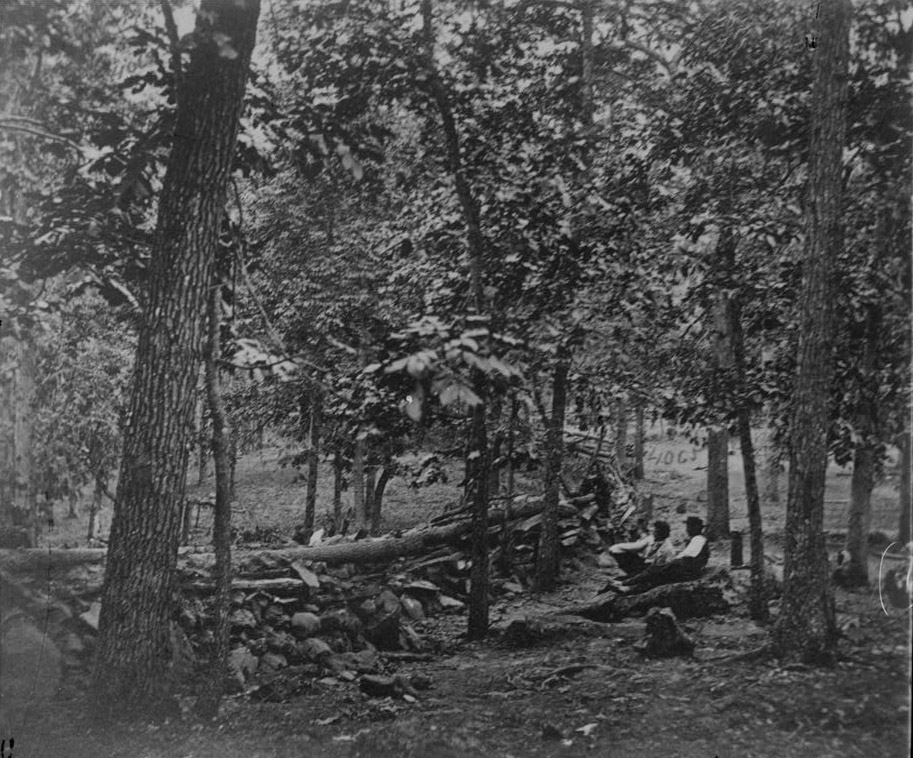
Parapets de la Unió a Culp's Hill

Cap a les set de la tarda, l'atac del Segon Cos per part de la divisió Johnson a Culp's Hill va tenir un començament tardà. Molts dels defensors dels turons (en anglès hills), el XII Cos de la Unió, havien estat enviats a l'esquerra per a la defensa contra els atacs de Longstreet, i l'única part del cos que quedava al turó era una Brigada dels Novaiorquesos, sota comandament del brigadier general George S. Greene. Per causa de la insistència de Greene a construir fortes línies defensives, i amb el seu reforçament per part dels Cossos I i XI, els homes de Greene varen refusar els atacs confederats, tot i que els homes del sud varen capturar una part de les defenses federals abandonades a la part baixa de Culp's Hill
Just en fer-se fosc, dues de les brigades de Jubal Early atacaren les posicions de l'XI Cos de la Unió a l'est de Cemetery Hill, on el coronel de la 2a Brigada, Andrew L. Harris, 1a divisió, després d'haver patit un seriós atac, havia perdut la meitat dels seus homes; no obstant això, Early no va aconseguir donar suport a les seves brigades en el seu atac, i el que quedava de la divisió d'Ewell, la del major general Robert E. Rodes, fracassà a l'hora d'ajudar l'atac d'Early amb un moviment contra Cemetery Hill des de l'oest. L'exèrcit de la Unió envià tropes a les àrees més crítiques, i amb els reforços del II Cos, les tropes federals retingueren la posició de l'est de Cemetery Hill, i les brigades d'Early es veieren forçades a retirar-se.
J.E.B. Stuart i les seves tres brigades de cavalleria arribaren als voltants de Gettysburg ben aviat, però no van jugar cap mena de paper en el segon dia de batalla. La brigada del brigadier general Wade Hampton III lluità en menor mesura amb els reclutes de la nova promoció, que tenien uns 23 anys. Entre ells se'n trobava un que, més tard, hauria de ser famós per altres fets: George Armstrong Custer

## Tercer dia de batalla

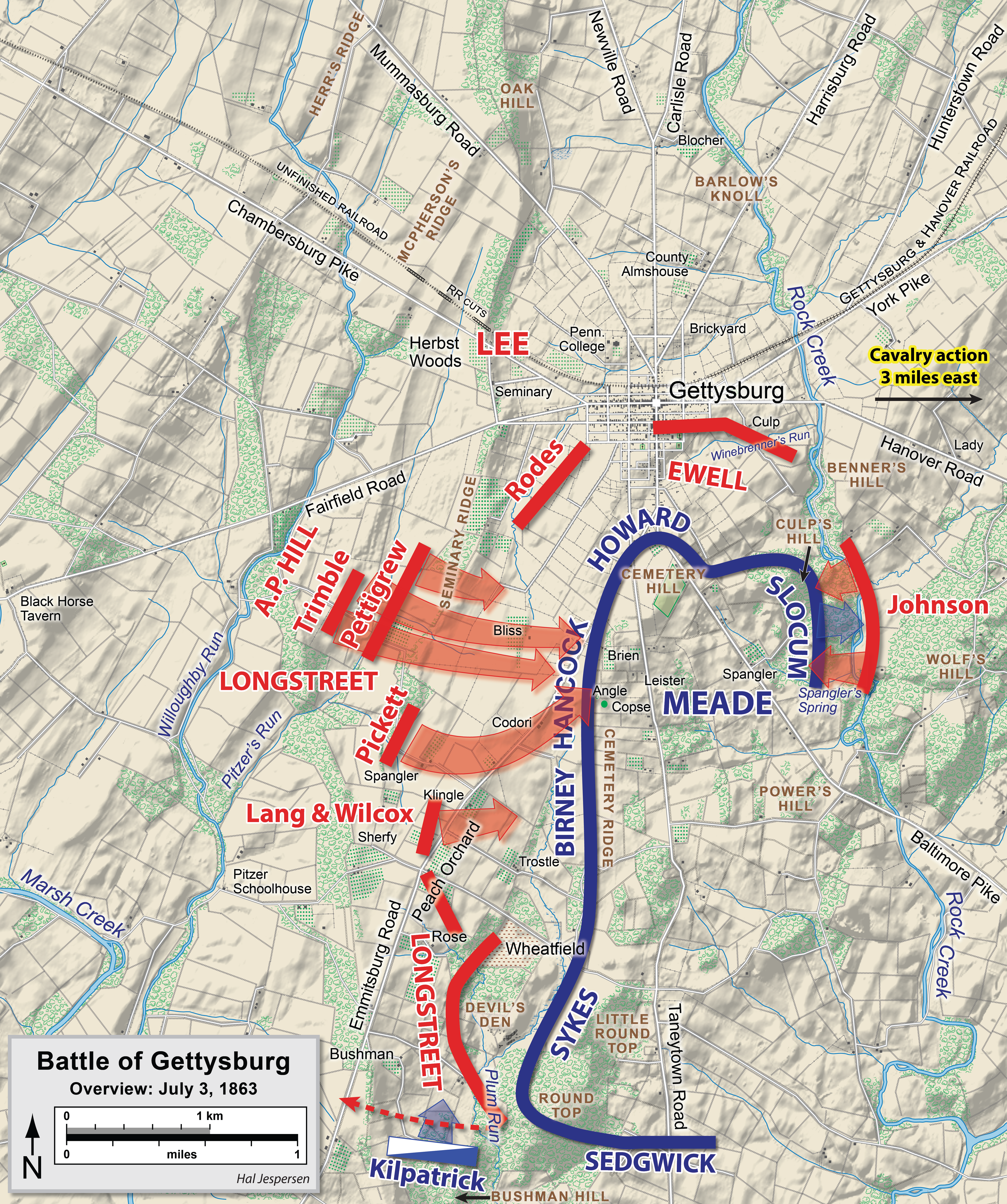
Mapa de la batalla, 3 de juliol de 1863

El general Lee vollia renovar l'atac del divendres, 3 de juliol, usant el mateix pla bàsic, tal com ho va fer el dia anterior: Longstreet atacaria els federals per l'esquerra, mentre Ewell atacava Culp's Hill. No obstant això, abans que Longstreet estigués a punt, tropes del XII Cos de la Unió començaren, a l'alba, un bombardeig contra les tropes conferades a Culp's Hill, en un esforç per recuperar una part de les seves fortificacions perdudes. Els confederats atacaren, i la segona lluita per Culp's Hill finalitzà al voltant de les onze del matí, després d'unes set hores d'amarg combat.
Lee es veié forçat a canviar els seus plans. Longstreet comandaria la divisió de Virgínia de Pickett i el seu propi Primer Cos, més sis brigades del Cos de Hill, en un atac a la posició del II Cos federal, a la dreta-centre de la línia de la Unió de Cemetery Ridge. Abans de l'atac, tota l'artilleria que la Confederació podia desplaçar a les posicions federals, seria bombardejada i la línia enemiga debilitada.

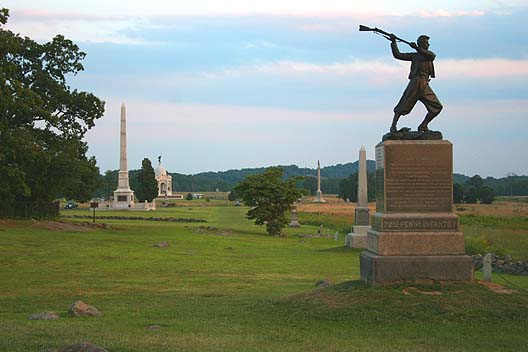
La High Water Mark. al Cementiri Ridge tal com apareix avui. El monument al 72è Regiment d'Infanteria dels Voluntaris de Pennsilvània apareix a la dreta, el bosquet d'arbres a l'esquerra.

Pels volts de la una del migdia, entre 150 a 170 canons confederats començaren un bombardeig d'artilleria que fou, probablement, el més ampli de la guerra. A fi i efecte d'estalviar la valuosa munició per a l'atac d'infanteria que sabien que vindria a continuació, l'artilleria de l'Exèrcit del Potomac, comandada pel brigadier general Henry Jackson Hunt, al principi no va respondre al foc enemic. Després d'esperar si fa no fa 15 minuts, uns 80 canons federals s'afegiren a l'estrèpit. L'exèrcit de Virgínia del Nord estava críticament baixa de munició d'artilleria, i les canonades no afectaven significativament les posicions de la Unió. Pels volts de les tres de la tarda, el foc dels canons disminuí, i 12.500 soldats del Sud caminaren des de la línia dels turons i avançaren uns 1.200 metres cap a Cemetery Ridge en el que ha passat a la història com la Càrrega de Pickett. Tan bon punt els confederats s'aproparen, començà un ferotge foc de flancs d'artilleria des de les posicions de la Unió a Cemetery Hill i nord de Little Round Top, així com foc d'armes lleugeres des del II Cos de Hancock. Aproximadament la meitat dels atacants no retornaren a les seves pròpies línies. Tot i que la línia de defensa federal vacil·là i es trencà temporalment, els reforços van córrer a la bretxa, i l'atac confederat fou repel·lit.
Hi va haver dos siginificatius encontres de cavalleria el 3 de juliol. Stuart fou enviat a vigilar el flanc esquerre confederat i havia d'estar preparat per explotar qualsevol èxit que la infanteria pogués assolir a Cemetery Hill, per flanquejar la banda dreta dels federals i colpejar les seves línies d'abastiment i comunicacions. Cinc quilòmetres a l'est de Gettysburg, en el que ara és conegut com a "Camp de Cavalleria Est" (entre York i Hannover Roads), les forces de Stuart toparen amb la cavalleria federal: la divisió del brigadier general David McMurtrie Gregg i del brigadier general George Armstrong Custer.
Es va produir una llarga batalla a cavall, incloent-hi combats de sabre. La càrrega de Custer, conduïda pel 1r de Cavalleria de Michigan, mitigà l'atac per part de la brigada Wade Hampton, impedint que Stuart assolís els seus objectius a la rereguarda federal. Mentrestant, després de sentir les notícies de la victòria del dia, el brigadier general Judson Kilpatrick va posar en marxa un atac de cavalleria contra les posicions d'infanteria dels Cossos de Longstreet al sud-oest de Big Round Top. El brigadier general Elon J. Farnsworth protestà contra la futilitat de tal moviment, però obeí les ordres. Fransworth caigué mort en l'atac, i la seva brigada va patir significatives pèrdues.

## Conseqüències

### Baixes

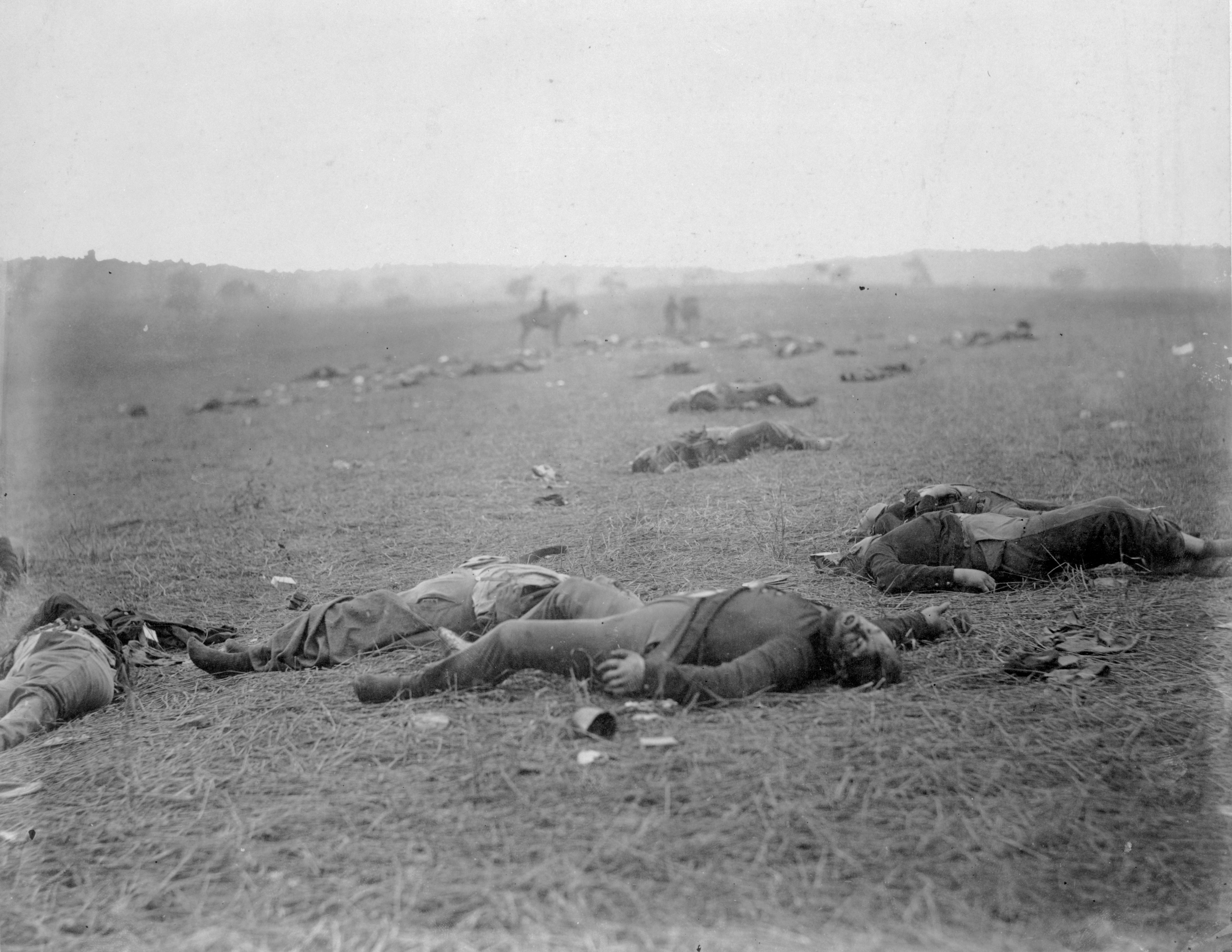
"La collita de la Mort": Soldats de la Unió morts al camp de batalla de Gettysburg, Pennsilvània, fotografiats els dies 5 i 6 de juliol de 1863 per Timothy H. O'Sullivan.

Ambdós exèrcits sofriren entre 46.000 i 51.000 baixes. El nombre de baixes de la Unió fou de 23.055, mentre que el nombre de baixes de la Confederació és més difícil d'estimar. Molts autors parlen de més de 28.000 baixes. En tot cas, el que sí que sembla segur és que prop d'un terç dels oficials de Lee varen morir, foren ferits o capturats. Les baixes d'ambòs bàndols durant la campanya sencera foren 57.255. Prop de 8.000 cossos jeien estesos al camp de batalla, en ple estiu, necessitats d'un enterrament ràpid. Prop de 3.000 cadàvers de cavalls foren cremats en una sèrie de piles al sud de la ciutat; molta gent de la ciutat va emmalaltir a conseqüència de la forta pudor.

### Retirada confederada

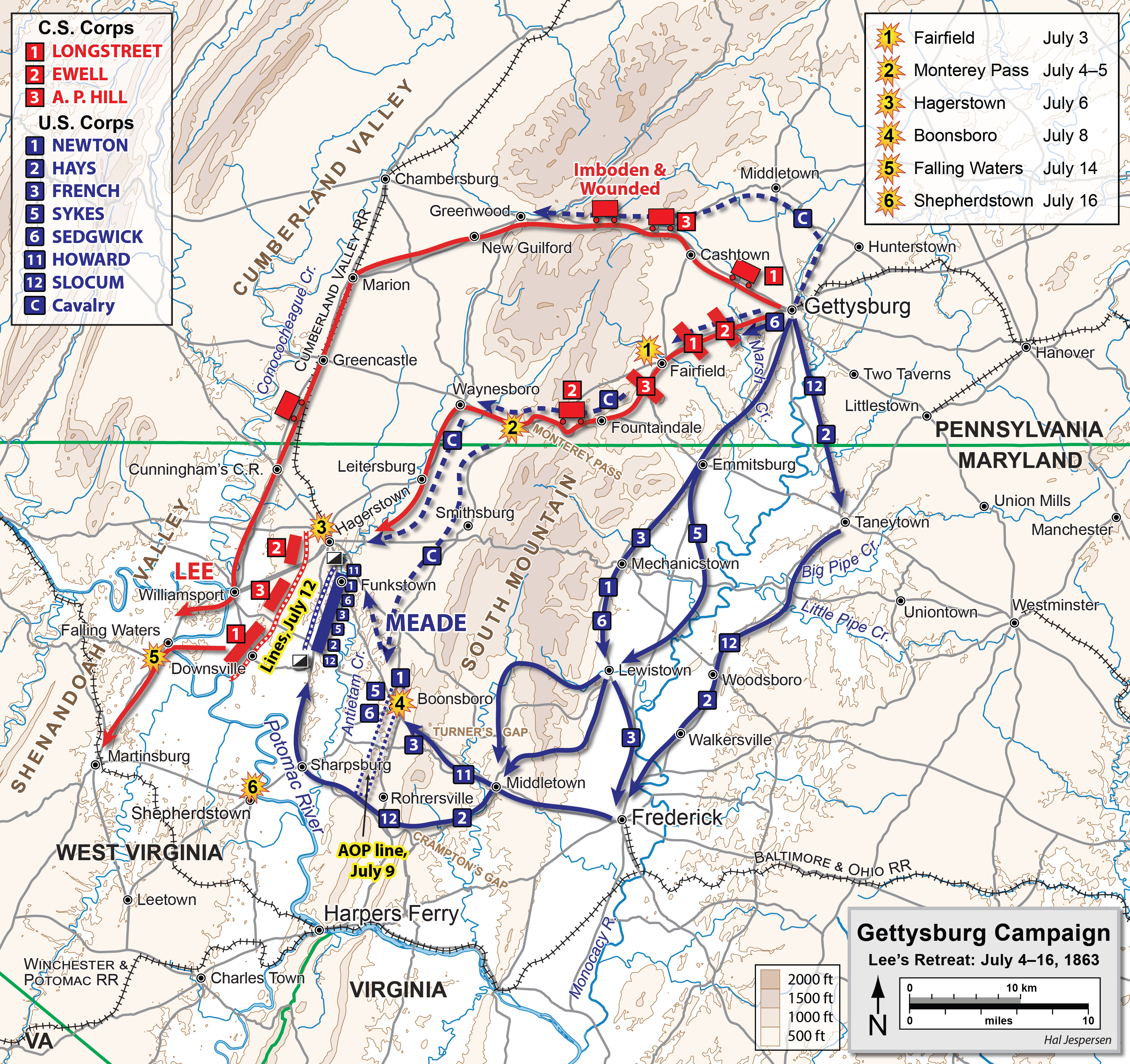
Campanya de Gettysburg (5 de juliol - 14 de juliol de 1863).

Els exèrcits es miraven l'un a l'altre enmig d'una forta pluja a través dels sagnants camps el 4 de juliol (casualment, el dia en què se celebra la Independència dels Estats Units). També en aquell dia, a la batalla de Vicksburg, la guarnició confederada es rendí al major general Ulysses S. Grant. Lee havia reorganitzat les seves forces cap a una posició defensiva a Seminary Ridge la nit del 3 de juliol, evacuant la vila de Gettysburg. Els confederats romangueren al camp de batalla, esperant que Meade els atacaria, però el cautelós comandant de la Unió decidí contra el risc, una decisió per la qual després seria criticat. Ambdós exèrcits començaren a fer-se càrrec dels ferits que quedaven i enterraren alguns dels morts. La proposta de Lee per a un intercanvi de presoners fou rebutjada per Meade.
Lee partí amb el seu exèrcit del Virgínia del Nord cap a finals del vespre del 4 de juliol, en direcció a Fairfield i Chambersburg. La cavalleria, sota el comandament del brigadier general John D. Imboden, tenia confiada l'escorta d'un llarga fila de transports amb provisions i homes ferits que Lee volia tornar a Virgínia, usant la ruta a través de Cashtown i Hagerstown cap a Williamsport. L'exèrcit de Meade els seguia, tot i que la persecució no era gaire ràpida. La recent crescuda del Potomac per causa de les pluges atrapà l'exèrcit de Lee a la riba de nord del riu, però quan els federals finalment els agafaren, els confederats havien travessat el riu per un gual. La batalla de Williamsport afegí alguns noms més a la llarga llista de baixes, incloent-hi el general Pettigrew, que fou mortalment ferit
En una breu carta al major general Henry W. Halleck, escrita el 7 de juliol, Lincoln va fer esment de les dues grans victòries de la Unió. I continuà:
| « | Ara, si el General Meade pot completar la seva feina, tan gloriosament realitzada fins ara, amb la literal o substancial destrucció de l'exèrcit de Lee, la rebel·lió s'haurà acabat. | » |

Halleck, aleshores, retransmeté els continguts de la carta de Lincoln a Meade en un telegrama. Malgrat les repetides demandes de Lincoln i Halleck, que continuaren la setmana següent, Meade no perseguí l'exèrcit de Lee de manera prou agressiva com per destruir-lo abans no retrocedís pel Potomac, a fi i efecte de salvar el Sud. La campanya continuà a dins de Virgínia amb lleugers enfrontaments fins al 23 de juliol

### Reaccions de la Unió a les notícies de la victòria
Les notícies del victòria il·luminaren el Nord. Un titular al The Philadelphia Inquirer proclamà "VICTÒRIA! WATERLOO ECLIPSAT!" El columnista George Templeton Strong va escriure:
| «                                         | Els resultats d'aquesta victòria no tenen preu. La creença d'un Robert E. Lee invencible s'ha trencat. L'Exèrcit del Potomac ha trobat, a la fi, un general que és capaç de conduir-lo com cal, i s'ha enfrontat noblement a la seva terrible tasca, tot i la descoratjadora llista de dures lluites fracassades. Els Copperheads estan paralitzats i muts de moment si més no. (...) La força del Govern s'ha quadruplicat a casa i a fora. | » |
| — George Templeton Strong, Diary, p. 330. | |   |

Tanmateix, l'entusiasme de la Unió s'esvaí ben aviat quan la gent s'assabentà que l'exèrcit de Lee s'havia escapat de la destrucció i que la guerra continuaria. Lincoln retreia al Secretari de la Marina, Gideon Welles, que "el nostre exèrcit ha tingut la guerra al palmell de la mà i no l'han volguda tancar!" El brigadier general Alexander S. Webb va escriure al seu pare, el 17 de juliol, declarant que polítics de Washington com ara Salmon P. Chase, William H. Seward i altres,"disgustats amb Meade," m'escriuen que fou Lee qui va guanyar la batalla!"

### Efectes en la Confederació
Els confederats havien perdut, tant políticament com militar. Durant les hores finals de la batalla, el vicepresident confederat Alexander H. Stephens s'apropava a les línies de la Unió a Norfolk, sota una bandera blanca. Tot i les seves instruccions formals, rebudes del president Jefferson Davis, que havia limitat els seus poders a negociacions per a l'intercanvi de presoners i altres qüestions de procediment, l'historiador James M. McPherson especula que tenia com a objectius informals presentar propostes de pau. Davis havia esperat que Stephens arribés a Washington pel sud, mentre el victoriós exèrcit de Lee hi marxava des del nord. El president Lincoln, en sentir els resultats de Gettysburg, refusà la sol·licitud de Stephens de passar a través de les línies. A més, quan les notícies arribaren a Londres, les poques esperances que quedaven del reconeixement de la Confederació per Europa foren finalment abandonades. Henry Adams va escriure: "Els desastres dels rebels són irredimibles fins i tot per qualsevol esperança d'èxit. Ara és ben clar que tota idea d'intervenció s'ha acabat"
La reacció immediata dels militars sudistes i sectors de la gent fou que Gettysburg era un retrocés, no un desastre. El sentiment era que Lee havia estat triomfador el dia 1 de juliol i havia lluitat una valenta batalla els dies 2 i 3 de juliol, tot i que no havia pogut desallotjar l'exèrcit de la Unió de la seva forta posició defensiva on havien fugit. Els confederats havien mantingut el seu territori el dia 4 de juliol i sols es retiraren quan es van adonar que Meade no els atacaria. La retirada al Potomac que podria haver estat un desastre fou manejada amb gran mestratge. És més, l'Exèrcit del Potomac havia estat mantingut lluny de les granges de Virgínia i tothom predeia que Meade no seria prou agosarat per amenaçar-les durant la resta de l'any. El mateix Lee tenia una visió positiva de la campanya, quan escrivia a la seva dona que l'exèrcit havia tornat "més aviat del que s'havia contemplat, però havent acomplit amb allò que m'havia proposat quan vaig sortir del Rappahannock, és a dir, alleujar la vall de la presència de l'enemic i treure el seu exèrcit al nord del Potomac".
De tota manera, no tothom estava d'acord amb aquesta opinió. Algunes publicacions sudistes, com ara El diari Charleston Mercury, criticaren les accions de Lee a la campanya. Aquest oferí la seva dimissió al president Davis el 8 d'agost, el qual la refusà ràpidament.
Gettysburg esdevingué un focus de postguerra del moviment Causa Perduda de la Confederació, un moviment d'escriptors com ara Edward A. Pollard i Juball Early que explicaven les causes de la derrota confederada en la guerra. Una premissa fonamental d'aquest punt de vista era que el Sud estava condemnat (a perdre) per causa de l'enorme avantatge en força de treball i industrial que podia posseir el Nord. Tanmateix, ells feren notar que el Sud també havia patit una derrota perquè Robert E. Lee, que fins aleshores havia estat gairebé invencible, fou traït per les errades d'alguns dels seus subordinats clau a Gettysburg: Ewell, per no reeixir a apoderar-se de Cemetery Hill l'1 de juliol; Stuart, per privar l'exèrcit del talent de la cavalleria durant una part clau de la campanya; i especialment Longstreet, per no reeixir a atacar el 2 de juliol tan aviat i tan fort com Lee li havia demanat d'entrada. Des d'aquest punt de vista, Gettysburg era vista com una gran oportunitat perduda, en la qual una decisiva victòria de Lee hauria significat la fi de la guerra a favor de la Confederació.

### Discurs de Gettysburg

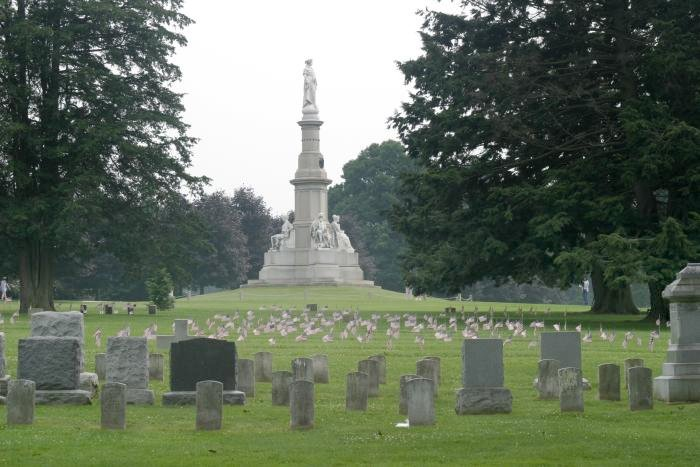
Cementiri Nacional de Gettysburg

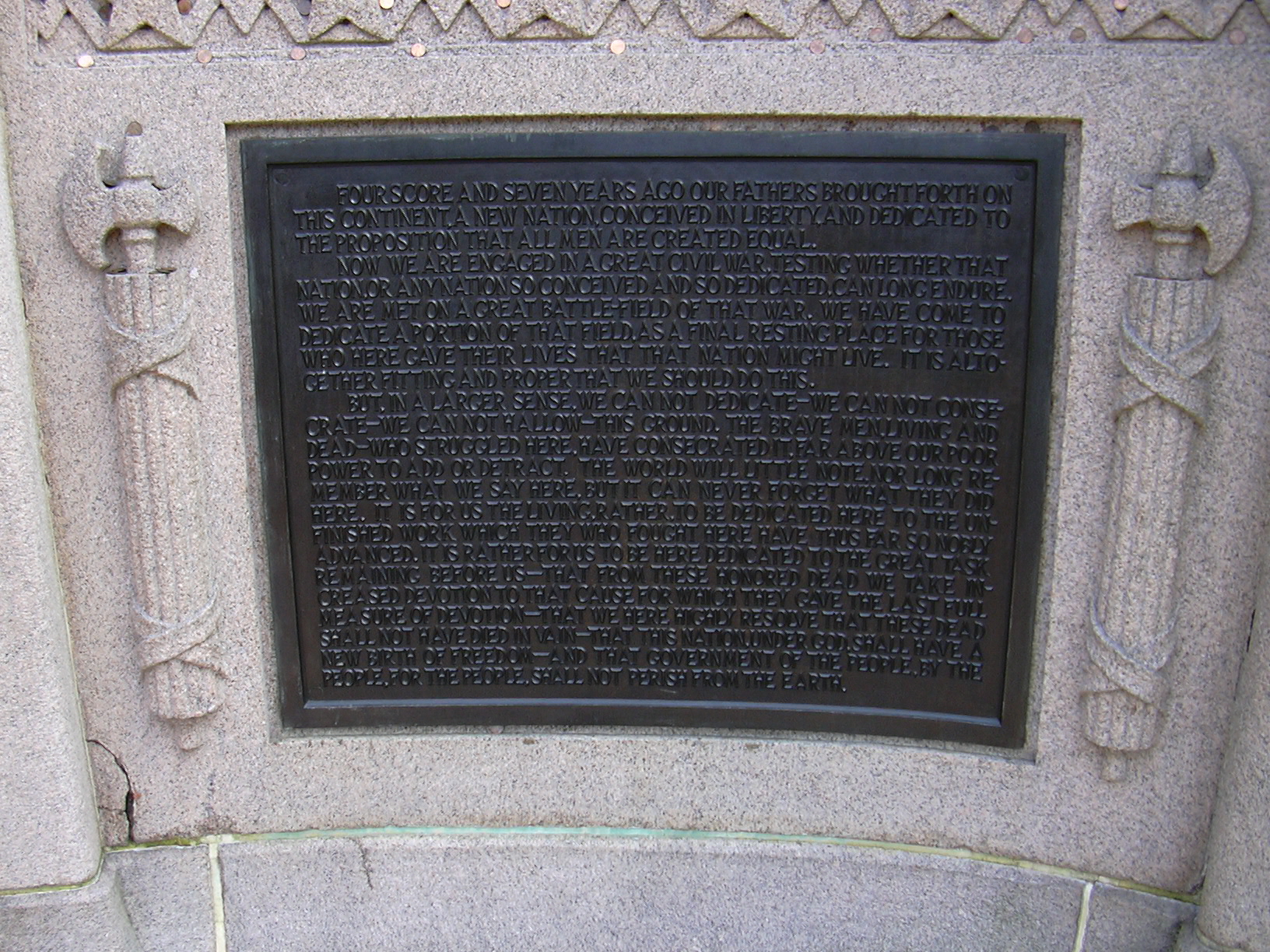
Placa commemorativa amb el discurs de Gettysburg al Lincoln Adress Memorial

Els estralls de la guerra eren encara evidents a Gettysburg més de quatre mesos després quan, el 19 de novembre, es consagrà el Cementiri Nacional de Soldats. Durant aquesta cerimònia, el president Abraham Lincoln honorà els caiguts i redefiní el propòsit de la guera en el seu històric Discurs de Gettysburg
Avui, el Cementiri Nacional de Gettysburg i el Camp de Batalla de Gettysburg están en mans del National Park Service, com a dos dels llocs històrics nacionals més reverenciats.

## La Batalla de Gettysburg al cinema
La Batalla de Gettysburg fou descrita a la pel·lícula de 1993 Gettysburg, basada en la novel·la de Michael Shaara The Killer Angels (1974).
La pel·lícula i la novela se centre principalment en les accions de Joshua Lawrence Chamberlain (Jeff Daniels), John Buford (Sam Elliot), Robert E. Lee (Martin Sheen), i James Longstreet (Tom Berenger) durant la batalla. El primer dia se centra en la defensa del colonel Chamberlain, comandant el 20è regiment de voluntaris de Maine,aLittle Round Top i el tercer dia en la càrrega de Pickett.

## Segells commmemoratius de la Guerra Civil

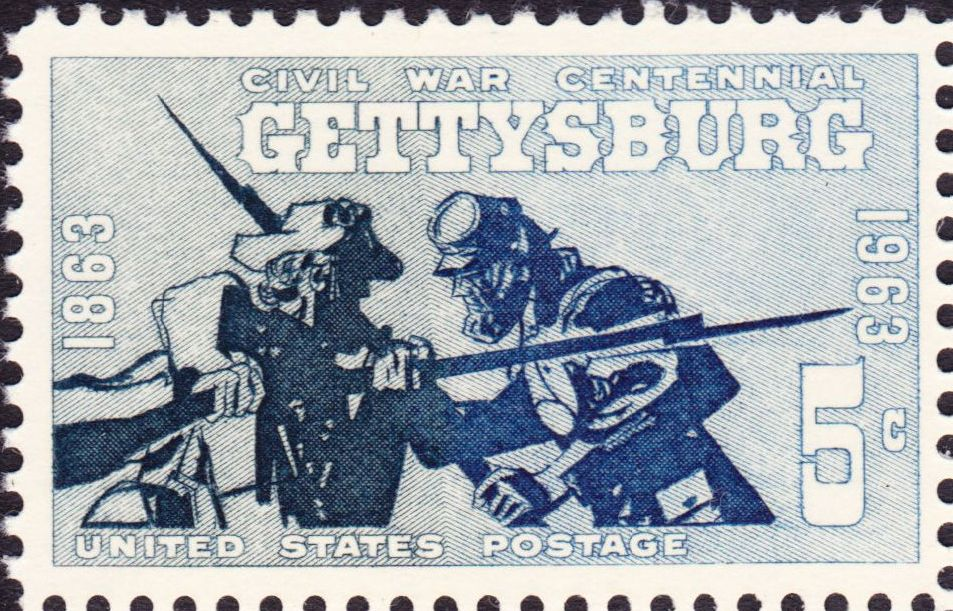
Segell de 5 centaus,commemoratiu del centenari de la Batalla de Gettysburg

Coincidint amb els 100 anys del començament de la Guerra Civil, el Servei Postal dels Estats Units llançà una emissió de cinc segells que commemoraven el centenari de famoses batalles. Això es va fer durant un període de quatre anys, començant amb el centenari de la batalla de Fort Sumter el 1961. Aquesta emissió va continuar amb la batalla de Shiloh (1962), la mateixa Batalla de Gettysburg (1863), la batalla de Wilderness (1964) i la batalla d'Appomattox (1965).